# Черновка (приток Тимшора)
Черновка — река в России, протекает в Чердынском районе Пермского края. Устье реки находится в 175 км по левому берегу реки Тимшор. Длина реки составляет 27 км. В 2,6 км от устья принимает справа реку Черновка Северная. До её впадения также называется Черновка Восточная.
Исток реки в лесах в 52 км к северо-востоку от села Гайны. Река течёт сначала на север, затем поворачивает на запад. Всё течение проходит по ненаселённому лесному массиву. Впадает в Тимшор неподалёку от границы с Республикой Коми. Ширина реки у устья - 9 метров.

## Данные водного реестра
По данным государственного водного реестра России относится к Камскому бассейновому округу, водохозяйственный участок реки — Кама от истока до водомерного поста у села Бондюг, речной подбассейн реки — бассейны притоков Камы до впадения Белой. Речной бассейн реки — Кама.
По данным геоинформационной системы водохозяйственного районирования территории РФ, подготовленной Федеральным агентством водных ресурсов:
- Код водного объекта в государственном водном реестре — 10010100112111100003420
- Код по гидрологической изученности (ГИ) — 111100342
- Код бассейна — 10.01.01.001
- Номер тома по ГИ — 11
- Выпуск по ГИ — 1